# Coupe CECAFA des nations 1988
Navigation
Éthiopie 1987 Kenya 1989
La Coupe CECAFA des nations 1988 est la quinzième édition de la Coupe CECAFA des nations qui a eu lieu au Malawi du 6 au 19 novembre 1988. Les nations membres de la CECAFA (Confédération d'Afrique centrale et de l'Est) sont invitées à participer à la compétition.
C'est le pays hôte, le Malawi, qui remporte la compétition en s'imposant en finale face à la Zambie. Le Kenya termine à la troisième place. C'est le troisième titre de champion de la CECAFA pour la sélection malawite.

## Équipes participantes
- Malawi - Organisateur
- Éthiopie - Tenant du titre
- Zanzibar
- Tanzanie
- Kenya
- Zambie
- Zimbabwe
- Ouganda

## Compétition

### Premier tour

#### Groupe A
- L'ensemble des matchs a eu lieu à Lilongwe.

| Rang | Équipe   | Pts | J | G | N | P | Bp | Bc | Diff |  | Résultats (▼ dom., ► ext.) |  |     |     |     |
| ---- | -------- | --- | - | - | - | - | -- | -- | ---- |  | -------------------------- |  | --- | --- | --- |
| 1    | Malawi   | 5   | 3 | 2 | 1 | 0 | 4  | 0  | +4   |  | Malawi                     |  | 3-0 | 0-0 | 1-0 |
| 2    | Kenya    | 3   | 3 | 1 | 1 | 1 | 2  | 3  | -1   |  | Kenya                      |  |     | 0-0 | 2-0 |
| 3    | Tanzanie | 2   | 3 | 0 | 2 | 1 | 0  | 1  | -1   |  | Tanzanie                   |  |     |     | 0-1 |
| 4    | Zanzibar | 2   | 3 | 1 | 0 | 2 | 1  | 3  | -2   |  | Zanzibar                   |  |     |     |     |

#### Groupe B
- L'ensemble des matchs a eu lieu à Blantyre.

| Rang | Équipe   | Pts | J | G | N | P | Bp | Bc | Diff |  | Résultats (▼ dom., ► ext.) |  |     |     |     |
| ---- | -------- | --- | - | - | - | - | -- | -- | ---- |  | -------------------------- |  | --- | --- | --- |
| 1    | Zambie   | 4   | 3 | 1 | 2 | 0 | 4  | 1  | +3   |  | Zambie                     |  | 1-1 | 0-0 | 3-0 |
| 2    | Zimbabwe | 4   | 3 | 1 | 2 | 0 | 3  | 2  | +1   |  | Zimbabwe                   |  |     | 2-1 | 0-0 |
| 3    | Éthiopie | 3   | 3 | 1 | 1 | 1 | 3  | 3  | 0    |  | Éthiopie                   |  |     |     | 2-1 |
| 4    | Ouganda  | 1   | 3 | 0 | 1 | 2 | 1  | 5  | -4   |  | Ouganda                    |  |     |     |     |

### Demi-finales
| 16 décembre 1988 | Malawi | 2 - 0 | Zimbabwe | Lilongwe |  |
|                  |        |       |          |          |  |

| 17 décembre 1988 | Zambie | 1 - 0 | Kenya | Blantyre |  |
|                  |        |       |       |          |  |

### Match pour la3eplace
| 19 décembre 1988 | Kenya           | 3 - 2 a.p. | Zimbabwe | Blantyre |  |
|                  |                 |            |          |          |  |
|                  | Tirs au but 3-2 |            |          |          |  |

### Finale
| 19 décembre 1988 | Malawi | 3 - 1 a.p. | Zambie | Blantyre |  |
|                  |        |            |        |          |  |

| Vainqueur Coupe CECAFA 1988 Malawi 3e titre |

## Sources et liens externes
- (en) Feuilles de matchs et infos sur RSSSF